# Старобешево
Старобе́шево (укр. Старобе́шеве, до 1896 — Бе́шево (Бе́шев); варианты написания названия в 1930-1940-х годах — Старо-Бе́шево, Ст-Бе́шево) — посёлок городского типа на юго-востоке Донецкой области Украины. С 2014 года контролируется самопровозглашённой Донецкой Народной Республикой. Административный центр Старобешевского района. Расположен на правом берегу реки Кальмиус.

## Предыстория
21 мая 1779 года последовал указ российской императрицы Екатериной II, написанный на греческом и русском языках и данный греческим переселенцам из Крыма:
Вернолюбезному Нам Преосвещенному Игнатию Готфийскому и Кафийскому и всему обществу Крымских Христиан греческого закона всякого звания всем вообще и каждому особо, Наше Императорское милостивое слово. Благонамеренное всеобщее предприятие ваше да благословит десница Вышнего. Мы, рассмотрев посланное к Нам от вас из Бахчисарая от 16-го июля сего года общее и на доброй воле основанное прошение о избавлении всех вас от угрожаемого ига и бедствия принятием в вечное подданство Всероссийской Империи, соизволяем не токмо принять всех вас под Всемилостивейший Наш покров, но и яко любезных чад, успокоив под оным, доставить жизнь толико благоденственную, сколь велико желание смертных и беспристанное Наше о том попечение простираться могут.
Следуя ему и соизволяем пользоваться вам в Государстве Нашем не токмо всеми теми правами и преимуществами, каковыми все подданные Наши от Нас и предков Наших издревле наслаждаются, но сверх того указали Мы:
1. При настоящем переселении вашем в Азовскую губернию перевезти из Крыма на иждивении Нашем всё то имущество ваше, которое только перевезено быть может, а особливо бедных и состоящих в долгах Хану и тамошнему правительству искупить из казны Нашей, что из определённой от Нас суммы уже и исполнено.
2. Для удобнейшего поселения вашего отвесть в Азовской губернии особенную от прочих селений достаточную часть земли по Солёной и другим рекам и по берегу Азовского моря с тем, что тамошнее изобильное рыболовство в дачах селения вашего Всемилостивейше жалуем вечно в пользу и выгоды всего общества без всяких в казну Нашу податей. Для купечества же, мастеровых и промышленников назначаем к обитанию их той губернии города Екатеринослав и Марианополь, как выгоднейшие для торговли места.
3. По разделении государственных жителей на классы Всемилостивейше увольняем всех от Государственных податей и служб какого бы звания оные не были на 10 лет, а по прошествии оного времени имеют платить в казну Нашу ежегодно, купечество с капиталов, с рубля по одному проценту, цеховые, так же и мещанство с двора по два рубля; а уездные поселяне, именно: земледельцы, не с душ, но с земли, полагаемой для каждого по тридцати десятин, будут вносить с каждой десятины в год по 5 коп; неимущие же поселяне снабжены будут из казны Нашей не токмо продовольствием на первый год, но и на посев земли всякого звания хлебными семенами, скотом и всем к заведению домоводства принадлежащим, с возвратом за всё оное в казну через 10 лет; равным образом и дома их построены будут казённым иждивением; имущественные же на отведенных им землях имеют строить домы, лавки, амбары, фабрики и всё, что сами пожелают из своего иждивения, пользуясь все вообще навсегда от всяких постоев свободно, кроме тех случаев, когда воинские команды мимо селений ваших проходить должны. От дачи же на войско рекрут увольняетесь вы вечно, разве кто сам в службу Нашу пожелает.
4. Преосвященному Митрополиту Игнатию по смерть его Всемилостивейше поручаем паству всех сих с ним вышедших и впредь выходящих из Крыма поселян; которому и состоять безпосредственно под Нашим Святейшим Синодом. Священникам, вышедшим ныне, оставаясь всякому при своей парафии, зависеть от него, которому и впредь по рассмотрению своему и по мере надобности рукополагать в пастве своей священников и других церковников.
5. Суд и расправу и всю внутреннюю полицию иметь на основании генеральных в государстве Нашем узаконений выбираемыми из вас же по вольным голосам начальниками, коим и пользоваться чинами и жалованьем по штату Азовской губернии под апелляцию наместнического правления. В сёлах же и деревнях для защиты во всех нужных случаях определяются особые урядники из Российских, коим в судопроизводство сих поселян и ни во что не мешаясь быть токмо охранителями и их заступать. Впрочем по вступлении каждого в избираемый им род государственных жителей, позволяем пользоваться вечно и потомственно всем тем, чем по общим Нашим узаконениям каждый род государственных жителей пользуется, как-то: свободною торговлею вне и внутри государства, и для вящей выгоде оныя, позволяются строить из собственного вашего капитала купеческие мореходные суда, разводить нужные и полезные фабрики, заводы и фруктовые сады, по разведении которых всякие виноградные вина в селениях ваших малыми мерами, вывозимые же во внутренние России города бочками продавать можете, — словом: всякого звания промыслы распространять по собственной воле и достатку каждого, и всем тем под Самодержавным Нашим Скипетром и защитою законов наслаждаться. Все сии преимущества жалуя Мы торжественно и потомственно всему обществу на вечные времена, для вящей силы собственноручно подписали и Государственною Нашею печатью укрепить повелели.

### XIX—XX вв.
Указ 1779 года считается годом основания греческой колонии на месте нынешнего города.
Согласно сведениям на 1886 год, в греческой колонии Бешево (рус. дореф. Бешево), центре Бешевской волости Мариупольского уезда Екатеринославской губернии, проживало 2 690 человек, насчитывалось 449 дворов, была православная церковь, школа и 5 лавок, проходило 2 ярмарки в год.
В 1896 году переименовано в Старобешево.
Накануне Первой мировой войны Старобешево насчитывало 685 дворов, в котором проживало 4,3 тыс. человек и считалось крупным селом.
В апреле 1918 года Старобешево было занято австро-германскими войсками, а по их изгнании в декабре того же года, — армия Деникина, которая контролировала село до 3 января 1920 года.
При советской власти в селе создан волиспролком, избран сельский Совет рабочих, крестьянских и красноармейских депутатов. Принудительно создаются товарищества по совместной обработке земли, в которые вошли 13 хозяйств.
В ноябре 1924 года село стало центром Стыльского района, который 6 августа 1925 года был переименован в Бешевский (Старо-Бешевский). В 1924—1925 учебном году в двух школах обучалось 320 учеников, а в следующем году — уже 477.
В 1927 году в центре села был заложен парк на площади 3,5 десятин. В 1930 году основана Старобешевская машинотракторная станция (МТС), которая через 2 года уже имела 50 тракторов и обслуживала 17 колхозов. В этом же году создана первая в стране женская тракторная бригада, которую возглавила Паша Ангелина.
241 житель Старобешево в результате греческой операции НКВД расстреляны по приговору № 42 НКВД от 05.02.1938.
В августе-сентябре 1943 года здесь шли тяжелые бои по освобождению от немецких войск (номер приказа о награждении воинов, участвовавших в освобождении местности, — 028/н от 28 сентября 1943 года).

## Население
Количество на начало года.
| Год  | Количество жителей |
| ---- | ------------------ |
| 1780 | 200                |
| 1859 | 2211               |
| 1885 | 2690               |
| 1897 | 3887               |
| 1900 | 4200               |
| 1908 | 4320               |
| 1915 | 5000               |
| 1933 | 3036               |
| 1939 | 4444               |
| 1959 | 5762               |
| 1970 | 6906               |
| 1975 | 7300               |
| 1979 | 7986               |
| 1987 | 7500               |
| 1989 | 7649               |
| 1992 | 8000               |
| 1998 | 7500               |
| 2002 | 7184               |
| 2003 | 7063               |
| 2004 | 6978               |
| 2005 | 6859               |
| 2006 | 6765               |
| 2007 | 6640               |
| 2008 | 6531               |
| 2009 | 6513               |
| 2010 | 6471               |
| 2011 | 6424               |
| 2012 | 6342               |
| 2013 | 6317               |
| 2014 | 6293               |
| 2015 | 6205               |

## Инфраструктура села
В 1780 году в селе была построена каменная церковь вместо крохотной церквушки из лозы и хвороста. Развивалась добыча камня.
Впрочем, как и в прежние, крымские времена, большое значение имело и земледелие. Выращивали пшеницу, рожь, ячмень, овес, просо, лен, коноплю. Но по сравнению с животноводством земледелие опять играло второстепенную роль. Хлеб убирали серпами — в этом плане со времен средневекового Крыма не произошло никаких изменений. Затем снопы свозили на ток для молотьбы. Эту операцию производили специальным каменным катком (по сей день такие катки в изобилии разбросаны по улицам).
В Бешеве особенно хорошо было налажено производство катков. Бешевцы обеспечивали и себя, и продавали катки на ярмарках жителям других сел.
Из каменоломен камень вывозили на подводах (максах). Кроме заборов, из камня иногда возводили дома, амбары, сараи для скота.
В самом селе проводилось две ежегодные ярмарки.
В Бешеве безземельных хозяйств насчитывалось 17, а 64 имели лишь по 1-3 десятины земли. Архиепископ Гавриил писал по этому поводу: «К хлебопашеству и хлебоводству греки не весьма прилежны. Оттого значительные пространства полей и лугов их остаются праздными. Какое различие между хозяйством греков и хозяйством живущих подле них немецких колонистов, к которым и перешла уже часть их земель!» Огородничеством греки занимались лишь для себя, выращивая для семьи самые необходимые овощи. Довольно долго не занимались греки и ремеслами.
Особенный свадебный обычай в селе Старобешево заключался в том, что на второй день свадьбы кума делит между всеми родственниками «бахчу» или «бохчу» — курятину и сладкое печенье. Обычай сохранился по сей день.

## Обычаи переселенцев
Напев почти забытых греческих народных песен печален как тоска по безвозвратно ушедшему. В то же время плясовая музыка зажигательная и весёлая. Наиболее известная из сохранившихся плясовых мелодий быстрая хайтарма (къайтарма) имеет неоспоримые следы музыкальной культуры тюркоязычных народов.
В конце XIX века село зачастую называлось: село Бешевка Екатеринославской губернии, Мариупольского уезда. В тот период в селе проживало 4200 человек, имелась церковь, 2 ярмарки, до 10 торгово-промышленных заведений.
В 1866 году на греков поселенцев была распространена единая система гражданского устройства и управления. В числе 11 греческих волостей создана и Бешевская — которая впоследствии в 1874 году вошла в Мариупольский уезд.
Крестьянам Бешева предоставили на выкуп (на протяжении 20 лет) находившуюся в их пользовании землю. На 1656 душ мужского пола пришлось до 17 десятин. Однако равенства среди жителей не было. С развитием капиталистических отношений, уже 20 лет спустя рабочий скот и сельхоз инвентарь в основном принадлежали богатым крестьянам. Особенно бедствовали пришлые крестьяне батрачившие у местных богачей. С 1896 года после выделения села Новобешево, населенный пункт стал называться село Старобешево.
Земля обрабатывалась примитивным способом, собирали очень скудные урожаи. Как правило, у бедняков не хватало хлеба до нового урожая, его занимали у кулаков, возвращая полторы-две мерки за одну. К кулакам вынуждены были наниматься и многие разорившиеся местные бедняки и обедневшие безземельные крестьяне из Харьковской. Черниговской, Полтавской и Тамбовской губерний. Средний заработок батрака составлял 60 коп. в день.

## Язык
Язык преимущественно — русский.
Характерен среди пожилого населения старобешевский говор кыпчако-куманского языка (Урумский язык, урум тыль, центральный крымскотатарский, приазовский урумский кипчакско-половецкий говор с незначительным количеством огузских элементов, половецкая группа языков западнотюркской надгруппы).
Куманский (coman, татарча, къыпчакъ) — язык этнического конгломерата племен, известных под общим именем кыпчаков-куманов-половцев-татар великой Кыпчакской степи, простиравшейся в XI—XIV веках от Алтая до Дуная и именовавшейся Дешт-и-Кыпчак, а также Болгарии, Венгрии, Румынии и Мамлюкского Египта.
Греки сначала говорили на центральном диалекте крымскотатарского, но впоследствии испытали влияние турецкого языка, которое выразилось в членении урумского языка-субдиалекта на четыре группы подговоров, которые развиваются центробежно и различаются степенью близости к кыпчакской и огузской группам.
В говоре Старобешева рефлексивный наблюдаем лишь в песенном фольклоре — как индивидуальную черту языка исполнителей, предрасположенных поддерживать традицию искусственного высокого стиля (йельди вместо т’ельди «он пришел», йуль вместо гуль «роза»). Корреляция аффиксов исходного падежа и деепричастия отсутствует.
Звуки к", г" в корневой части перешли в т", д", тогда как в анлауте соответствующих аффиксов они, наоборот, депалатализовались: мемлет"еткэ, кислегэ, т"итмегэ, ичкэллер, т"ельгэллер. Вместе с тем в песенном языке отдельных исполнителей стилистическое преимущество временами отдается искусственным образованиям из и в начале слова: Азавдан йелир бир ат 'от Азова конь бежит', Йол йанына бостан сачтым ок йљзель 'Возле дороги я посадил баштан' (разговорные формы — т"елир < келир, ох гљзель).
Субстратные румейский говор крымского села Бешуй, а значит, и урумский говор Старобешева, в понтийском диалекте стоит отдельно и тяготеет к материковым диалектам новогреческого языка, для которых глубокая палатализация к", г" не является характерным явлением, а сам говор Бешуя-Старобешева может быть выделен в отдельную группу — как к/г-говор.
В говоре Старобешева первоначальные палатальные аффиксы -Ге, -ке сохраняются, но часто произносятся более широко и твердо — как -гэ, -кэ.
Местный падеж употребляется нерегулярно. Пример использования языка приведен по ссылке.

## Ойконим и топоним
До 1896 г. село чаще всего именовалось Бешев. В такой первичной форме ойконим преобладает в официальных документах до начала XX в. Её, например, использует и протоиерей С.Серафимов в своей книге «Крымские христиане (греки) на северных берегах Азовского моря» (Екатеринослав, 1901, 15, 16, 26 и др.). Со временем финаль -ев стала восприниматься как суффикс. Благодаря морфологической адаптации в украинско- и русскоязычной среде под влиянием топонимов типа Селидово, Иваново ойконим Бешев получает и окончание среднего рода. Впервые с флексией среднего рода он зафиксирован на СКЗР (LVII) в конце XVIII в. В таком виде он представлен и в следующих более поздних источниках: МО, 103 — в деле греческого суда № 297, 1818 г.; 1904 г., СЗВМУ, 14; 1913 г., СКЕЕ, 228 и др.
Начальная — определительная часть топонима Старобешево возникла как «отклик» на название села Новобешево, основанного в конце 90-х годов прошлого века крестьянами, выселившимися из Бешева. Однако современная форма ойконима в начале XX в. употреблялась нерегулярно, в это время господствует ещё Бешево.

## Экономика
В посёлке расположены центральные усадьбы бывших колхозов им. С. М. Кирова и «Заветы Ильича»
- ОАО «Старобешевская ТЭС» — расположена в пгт Новый Свет (в 15 км от пгт Старобешево)
- Старобешевский межхозяйственный комбикормовый завод

### Транспорт
Посёлок находится на пересечении транспортных магистралей. Широта 47°44’53.79"С, долгота 38° 1’27.10"В
Расстояния по автомобильным магистралям:
- 36 км — до областного центра;
- 45 км — до российско-украинской границы;
- до железнодорожных станций:
  - 10 км — до ж/д станции «Новый Свет»;
  - 17 км — до ж/д станции «Каракуба»;
- ближайший морской порт:
  - 100 км — г. Мариуполь;
- ближайшие аэропорты:
  - 47 км — г. Донецк;
  - 110 км — г. Мариуполь.

## Социальная сфера
- Старобешевский мемориальный музей П. Н. Ангелиной
- Универмаг
- Автостанция
- Старобешевская Школа 1-3 ступеней
- Старобешевская Школа 1-2 ступеней
- СТАРОБЕШЕВСКОЕ ПРОФЕССИОНАЛЬНО-ТЕХНИЧЕСКОЕ УЧИЛИЩЕ
- Стадион
- Дом культуры
- Дом пионеров
- Рынок
- Библиотека для взрослых
- Библиотека для детей
- Свято-Крестовоздвиженский храм
- Церковь Косьмы и Дамиана
- Цирковая студия «Кураж»

Кроме того, в Старобешево есть налоговая, МРЭО, МВД, поликлиника, больница, скорая помощь, ГАИ, казначейство, банки, почты, ЕРЦ, БТИ, СУД, паспортный стол, ЗАГС, санэпидемстанция, ветеринарная клиника, АЗС, прокуратура, нотариус, спортзал, пенсионный фонд, центр занятости, детские сады, кафе, СТО, автомагазины, автомойки, продуктовые магазины и многое другое.

## Связь
На сегодняшний день[когда?]

 лидером Старобешевского телеком-рынка является оператор «СТК», который подключил большую часть населенного пункта, включая государственные учреждения. Также на территории Старобешево работает оператор «Комтел».

## Известные жители
- Ангелина, Прасковья Никитична (1913—1959) — знаменитая участница стахановского движения в годы первых пятилеток, ударница, дважды Герой Социалистического Труда (1947, 1958), лауреат Сталинской премии (1946).
- Астахов, Алексей Матвеевич (1904—1984) — российский металлург, директор Таганрогского металлургического завода с 1943 по 1957 годы, лауреат Государственной премии СССР, кавалер ордена Ленина, двух орденов Трудового Красного Знамени, награждён многими медалями. Делегат XIX съезда КПСС.
- Дми́триев Антон Георгиевич (1917—2009) — советский механизатор, бригадир тракторной бригады колхоза «Заветы Ильича» Старобешевского района Донецкой области, Герой Социалистического Труда (1966).
- Дупак Николай Лукьянович (1921—2023) — советский и российский актёр театра и кино, театральный режиссёр, директор театров.
- Мурзенко, Юлиан Николаевич (1930—2008) — профессор, доктор технических наук, академик Международной академии наук высшей школы.
- Костяк, Николай Михайлович[укр.] (1954) — украинский политик
- Кузьминов Василий Павлович (1913—1985) — командир танкового взвода 78-го гвардейского танкового полка 7-го механизированного корпуса 2-го Украинского фронта, гвардии младший лейтенант.
- Школьников Роман Александрович (1911, Старобешеве — † 1986), украинский спортсмен, тренер по самбо, 1971 — заслуженный тренер УССР.